# Solfjäderssångsmyg

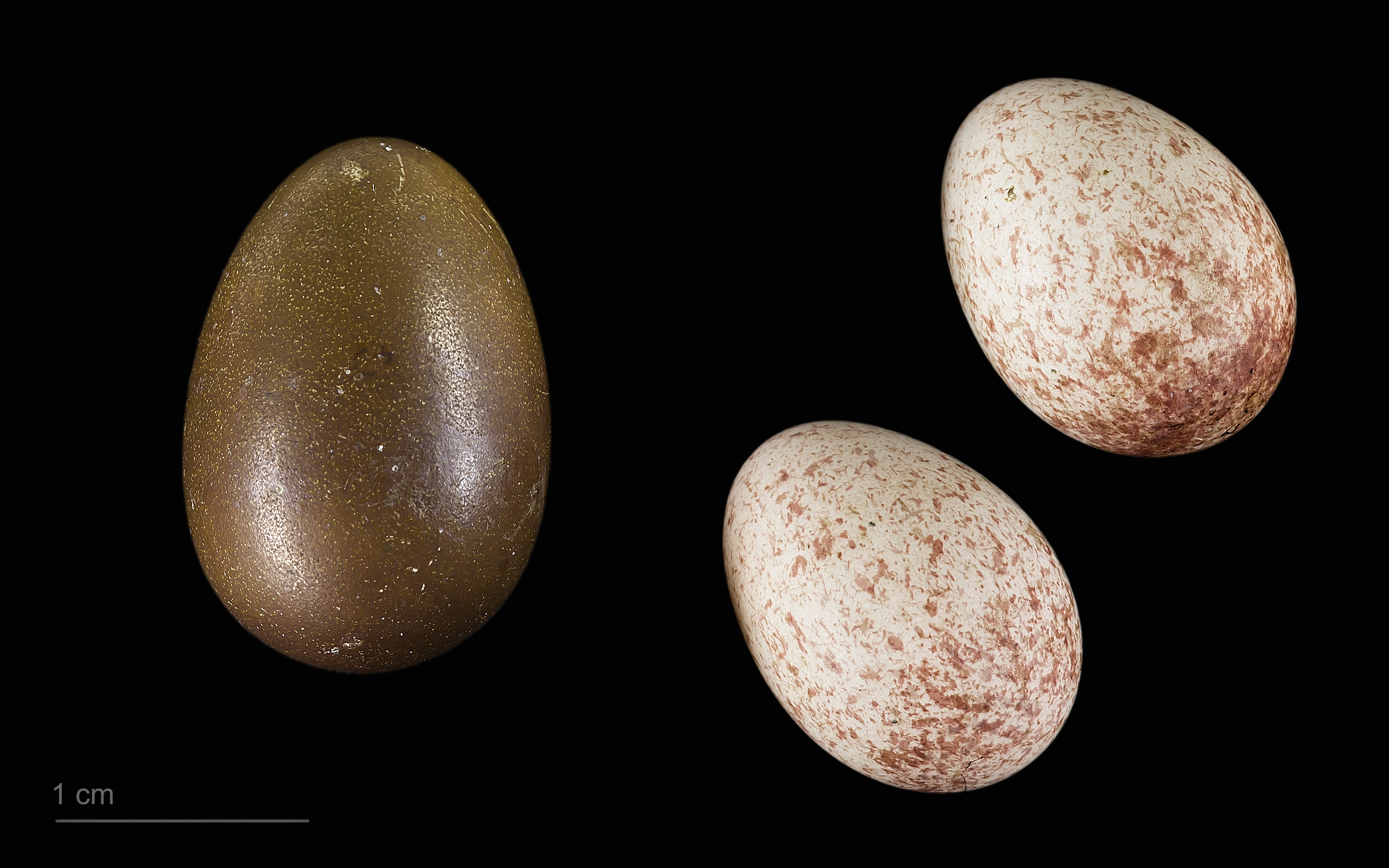
Chrysococcyx lucidus + Gerygone flavolateralis

Solfjäderssångsmyg (Gerygone flavolateralis) är en fågel i familjen taggnäbbar inom ordningen tättingar.

## Utseende och läte
Solfjäderssångsmygen är en liten medlem av släktet. Vingarna är olivgrå och undersidan banangul. På huvudet syns olivgrå hjässa, med ljusare grå strupe och en bruten vit ögonring. Bland lätena hörs ett dämpat och tunt melodiskt "tee poo tee tee poo tee".

## Utbredning och systematik
Solfjäderssångsmygen delas numera vanligen in i fyra underarter med följande utbredning:
- G. f. flavolateralis – förekommer i Nya Kaledonien och Maré
- G. f. lifuensis – förekommer i Lifou (Loyautéöarna)
- G. f. correiae – förekommer i norra Vanuatu och Banks Islands
- G. f. rouxi – förekommer i Uvea (Loyautéöarna)

Tidigare inkluderades rennellsångsmygen (G. citrina) i arten.

## Status och hot
Arten har ett stort utbredningsområde, men tros minska i antal, dock inte tillräckligt kraftigt för att den ska betraktas som hotad. Internationella naturvårdsunionen IUCN listar arten som livskraftig (LC).